# 제1차 마량산 전투
제1차 마량산 전투(영어: Battle of Maryang-san) 혹은 마량산 방어전 (중국어 간체자: 马良山防御战, 병음: Mǎliáng Shān Fángyù Zhàn)은 1951년 10월 3일부터 10월 8일까지 유엔군 소속의 오스트레일리아군 및 영국군과 중국인민지원군이 한국 전쟁 기간 중 마량산(315고지, 317고지로도 불리움)에서 벌어진 전투이다.
코만도 작전이라 불리는 미국 제1군단의 제한 공세 기간 이 전투에서 중국인민지원군은 결국 임진강에서 제임스타운 선까지 밀려나게 되었고, 중국인민지원군의 야전군은 섬멸되었다. 마량산에서는 약 5일간 소규모 전투가 벌어졌고 왕립 오스트레일리아 연대 제3대대는 수적열세에도 불구하고 고왕산과 마량산을 지켜냈다.
오스트레일리아 부대는 탈환한 마량산 일대에서 벌어지는 중국인민지원군의 연속되는 반격을 막아냈고, 이 과정에서 양쪽 모두 큰 사상자가 발생했다. 영국군 대대가 마량산에 도착하면서 전투는 끝나게 되었다. 이후 휴전 협정이 진행되면서, 이 전투는 6개월 간 이어진 기동 공세의 마지막 전투로 남게 되었다. 이후 한국 전쟁은 제1차 세계 대전 당시 서부 전선과 비슷하게 제한전의 양상을 띄게 되었다. 한 달 후, 중국인민지원군은 마량산을 다시 공격해 고지를 완전히 점령했다. 오늘날, 이 전투는 오스트레일리아 육군이 6.25 전쟁 중 보여준 뛰어난 활약 중 하나로 기억되고 있다.

## 같이 보기
- 코만도 작전 (1951년)
- 제2차 마량산 전투
- 폴차지 작전